# Alice Bellagamba
Alice Bellagamba (Jesi, 01 de noviembre de 1987) es una actriz y bailarina italiana.

## Biografía
A los 6 años comenzó a patinar con el patinaje sobre ACLI logrando excelentes resultados tanto en individual y parejas: el tercer lugar en el campeonato italiano y el primer par de campeonatos individuales en el ACLI italiano. A los 9 años de edad también comenzó la danza moderna en su ciudad natal en la escuela "Línea Club", con Carla Giacani y Romina Muzzi.
Tres años más tarde tomó un curso corto en Florencia en la Escuela Balletto di Toscana y Opus Ballet, durante la cual fue observado por Daniel Tinazzi, coreógrafo internacionalmente reconocido. El próximo año, a raíz de una beca asignada de la misma escuela (bajo la dirección de Cristina Bozzolini), Alice se trasladó a Florencia, donde asistió a la escuela secundaria y la danza estudiada.
A los 15 años, deja de asistir a la escuela secundaria para entrar en el curso de danza profesional, pero a pesar del compromiso, no interrumpió sus estudios y no logra graduarse. Mientras tanto perfecciona y profundiza sus estudios de danza con maestros de renombre internacional como Fabrizio Monteverde, Daniel Tinazzi, Eugene Scigliano, Arianna Benedetti, Mauro Astolfi, Stefania di Cosimo, Dominique Lesdema, Silvio Oddi, Steve LaChance, Mauro Bigonzetti.
En 2002 se incorporó a la compañía juvenil Júnior Balletto di Toscana como bailarina profesional y más tarde all'Aterballetto, actuando en los Teatros más importantes de China, Nueva Zelanda, México, Estados Unidos, Corea del Sur y Europa.
El 5 de octubre de 2008, se unió a la escuela más espiado en Italia y conocido: el de "Amici di Maria De Filippi".
La única bailarina en la final, que ocupa el cuarto lugar en la octava edición de "Amici de Maria De Filippi" y ganó una beca ofrecida como premio por Tezenis.
En el mismo año hizo su debut con el musical "Io Ballo", dirigida por Chicco Sfondrini y Patrick Gastaldi Rossi y con coreografía por Garrison Rochelle, con los chicos de la trasmission televisiva "Amici di Maria de Filippi". Como resultado de su participación en la gira Mostrar los amigos que trae en las principales ciudades italianas.
Ella se dio cuenta por el director Rossella Izzo, que la ficción escrito para el Canal 5: "Il ritmo della vita".
El 5 de junio de 2009, se convirtió en el testimonio sin cargo a la Fundación "G. Salesi Onlus", aportando su propia imagen" ... con el propósito de expresar la alegría y el poder de la vida .." para la investigación y mejorar la calidad de vida de los niños y las familias en el hospital y por el apoyo social de las mujeres y los niños en cuanto a disaglio.
También en 2009 protagonizó la película "Balla con noi - let's dance" dirigida por Cinzia Bomoll. La película se estrenará en los cines en el invierno - primavera de 2011.
En 2010 comenzó a estudiar actuación con Francesca Viscardi Leonetti y en junio de ese debutó en el teatro en "Yo no puedo hacer nada", basada en la novela de cartas de C. de Laclos "Las amistades peligrosas", dirigida por Francesca Viscardi Leonetti.
También en 2010, trabajando en la ficción de Canal 5 "Anna e i cinque 2", dirigida por Franco Amurri, y en octubre del mismo año se comenzó a filmar la serie de televisión en el Canal 5 "Non smettere di sognare", para el director Roberto Burchielli. La serie se emitirá en la televisión desde marzo de 2011
Al mismo tiempo, "Non smettere di sognare", comienza el rodaje de la serie de televisión italiana Rai 1 "Provaci ancora prof 4", dirigida por Tiziana Aristarco.
También para Rai 1 y producido por LuxVide dirigida por Giacomo Campiotti en 2012 en Túnez de trabajo en el drama de televisión "María de Nazareth" en la tierra de Salomé. La miniserie de dos partes serán enviados los días 1 y 2 de abril.
Todavía en 2012, comenzó a filmar la comedia de situación de 24 episodios producidos por LuxVide para la De Agostini, en el papel del personaje principal, "Talent High School - il sogno di Sofia" la comedia se transmitirá en "Super"
Su experiencia continúa en el mismo 2012, en la tramitación de la segunda temporada de Rai 1 fitcion producido por LuxVide dirigida por Riccardo Donna, "Un passo dal cielo 2" al lado de Terence Hill, Katia Ricciarelli, Francesco Salvi, Gaia Bermani Amaral, entre otros.
En 2013 , Alice es la protagonista de la segunda temporada de la comedia de situación producida por De Agostini LuxVide]para "Talent High School 2 - il sogno di Sofia" la comedia se transmitirá en "Super". En junio de ese mismo año ha sido elegido por Leonardo Pieraccioni para su nueva película de Navidad "Un Fantastico Via Vai", donde juega Clelia. En octubre del mismo año, la gala se presenta la sexta edición del Festival internacional de cortometrajes: "Corti and Cigarettes". El 19 de diciembre 2013 hizo su debut como presentadora de TV con Marcas Show! - La sala de estar de Alice en Tv Center Marcas.
El 30 de agosto, en el 71ª Festival Internacional de Cine de Venecia, es recompensado como "Mejor Actriz Emergente" en la primera edición del "Premio Internacional", dedicada a Anna Magnani.
En 2015, en la miniserie de televisión Pietro Mennea - La flecha del Sur interpreta Carlotta, primer amor de atleta olímpico Pietro Mennea.
En el verano de 2015 comenzó a colaborar, cómo master trainer, con el nuevo proyecto de Madonna "Hard Candy Fitness", enseñanza de forma regular en el gimnasio de Roma. En septiembre de ese mismo año se convierte en profesor de Modern/Contemporary, siempre en Roma, en el "Kledi Dance", escuela de danza de la famosa bailarina Kledi Kadiu.
El 28 de abril de 2017, en el Festival Tulipani de Seta Nera, presenta su primer cortometraje llamado "Last Chance", que dirigió y escribió.
El 10 de mayo de 2018, sale al cine el thriller psíquico "Le Grida del Silenzio" de lo cual e coprotagonista. El 14 de marzo de 2018 fundó la Compañía de "Balletto delle Marche", de la cual es Directora Artística, bailarín y coreógrafo. La Compagnia, después de dos meses de ensayos, está registrado en las etapas de Miss Italia Marche y Abruzzo y en las noches importantes del Festival de la Región de Las Marcas.

## Privacidad
El 3 de febrero de 2016, desde las páginas de la revista Vanity Fair, anuncia la separación de su marido.

## Carrera

### Actriz

#### Cine
- Balla con noi, dirigida por Cinzia Bomoll (2011)
- Un fantastico via vai, dirigida por Leonardo Pieraccioni (2013)
- Torno indietro e cambio vita, dirigida por Carlo Vanzina (2015)
- Le grida del silenzio, dirigida por Sasha Alessandra Carlesi (2018)
- Welcome Home, dirigida por George Ratliff (2018)[1]

#### Televisión
- Il ritmo della vita, dirigida por Rossella Izzo – película (2009)
- Non smettere di sognare – series de TV, 8 episodios (2011)
- Anna e i cinque 2 – series de TV, 6 episodios (2011)
- Provaci ancora prof 4 – series de TV, 6 episodios (2012)
- María de Nazareth, dirigida por Giacomo Campiotti – miniserie de TV (2012)
- A un paso del cielo 2 – series de TV, 14 episodios (2012)
- Talent High School - Il sogno di Sofia – series de TV, 48 episodios (2012-2013)
- Don Matteo 9 – series de TV, 2 episodios (2014)
- Che Dio ci aiuti – series de TV, episodio 3x13 (2014)
- Pietro Mennea - La flecha del Sur, dirigida por Ricky Tognazzi – miniserie de TV (2015)

#### Teatro
- Io Ballo, dirigida por Patrick Rossi Gastaldi (2009)
- Non ci posso fare niente, dirigida por Francesca Viscardi Leonetti (2010)
- Tempi moderni, dirigida por Giulia Grandinetti (2013)

#### Cortos
- Just a cigarette, producido por Team Aberrazioni Cromatiche (2011)
- Angel, dirigida por Maria Luisa Putti (2012)
- Conosce qualcuno?, dirigida por Daniel Bondì (2016)
- Last chance, director y escritor Alice Bellagamba (2017)
- Bad News, dirigida por Matteo Petrelli (2017)
- The Taylor, de Emiliano Bengasi (2018)
- Et in Arcadia Ego, de Hamid Davoodi (2018)

### Director
- Last chance (2017)

### Guion
- Last chance (2017)

## Programas de TV

### Competidor
- Amici di Maria De Filippi (2008-2009)
- Amici - La sfida dei talenti (2009)

### Presentador
- Marche Show! - Il salotto di Alice  (2013)
- Inside The Spot  (2017)

## Compañías de Baile
- Junior Balletto di Toscana (2002-2004) bailarín
- Aterballetto (2004-2008) bailarín
- Balletto delle Marche (2018-en progreso) Director Artístico, coreógrafo y bailarín

## Premios y distinciones
- 2014: 71ª Festival Internacional de Cine de Venecia, primera edición del "Premio Internacional"
  - Mejor Actriz Emergente

## Como presentadora
- Corti and Cigarettes 2013 International Short Film Festival Presentador y bailarina (2013)
- Il Gene dello Sport con Gene Gnocchi (2014)